# Município de Rutland (condado de Meigs, Ohio)
O município de Rutland (em inglês: Rutland Township) é um município localizado no condado de Meigs no estado estadounidense de Ohio. No ano de 2010 tinha uma população de 2.353 habitantes e uma densidade populacional de 20,67 pessoas por km².

## Geografia
O município de Rutland encontra-se localizado nas coordenadas 39° 03′ 24″ N, 82° 08′ 56″ O. Segundo o Departamento do Censo dos Estados Unidos, o município tem uma superfície total de 113.83 km², da qual 113,83 km² correspondem a terra firme e (0 %) 0 km² é água.

## Demografia
Segundo o censo de 2010, tinha 2.353 habitantes residindo no município de Rutland. A densidade populacional era de 20,67 hab./km². Dos 2.353 habitantes, o município de Rutland estava composto pelo 98,56 % brancos, o 0,13 % eram afroamericanos, o 0,17 % eram amerindios, o 0,34 % eram asiáticos, o 0,13 % eram de outras raças e o 0,68 % eram de uma mistura de raças. Do total da população o 0,47 % eram hispanos ou latinos de qualquer raça.